# Until Death Overtakes Me
 (août 2019).
Until Death Overtakes Me est un projet solo du musicien belge Stijn Van Cauter formé en 1999. Le projet se base sur un mélange d'ambient et de funeral doom et tire son nom d'un passage de la chanson Black God du groupe britannique My Dying Bride.
Malgré quelques insertions dans la formation stable du groupe, Until Death Overtakes Me reste le projet du seul Van Cauter. En août 2011, ce dernier annonce la dissolution officielle du projet. Il le reforme cependant en janvier 2016.

## Biographie
Le musicien et producteur Stijn Van Cauter forme Until Death Overtakes Me en 1999, à l’origine de Macabre Destiny, comme projet solo avec différents musiciens invités. Un grand nombre des enregistrements du projet sont sorties chez le label de Van Cauter Nulll Records. De temps en temps, Until Death Overtakes Me sort ses albums sur d'autres labels tels que Firebox Records, Marche Funebre Productions ou Duskstone. En août 2011, Van Cauter annonce qu'il cessera temporairement de produire d'autres albums. En janvier 2016 cependant, il réactive le projet en sortant une série de chansons téléchargeables, plus d'albums et de compilations.

## Membres

### Membre actuel
- Stijn Van Cauter – tous les instruments

### Anciens membres
- Elke De Smedt – guitare acoustique
- Pamela Turrell – flûte
- Jo Rennette – guitare, basse, claviers

## Discographie

### Albums studio
- 2001 : Symphony I - Deep Dark Red (NULLL Records)
- 2001 : Symphony II - Absence of Life (NULLL Records)
- 2003 : Prelude to Monolith (Firefox Records)
- 2004 : Interludium I - Funeral Path (NULLL Records)
- 2006 : Symphony III - Monolith (Flood the Earth)
- 2009 : Days Without Hope (Marche Funebre Productions)
- 2016 : AnteMortem (Dusktone)
- 2017 : Flow of Infinity (indépendant)
- 2018 : Missing (Dusktone)
- 2020 : And Be No More (indépendant)

### Splits
- 2000 : Until Death Overtakes Me / I Dream No More (NULLL Records)

### Singles
2010
- For (NULLL Records)

2016
- Days Without Hope (indépendant)
- Ruinous (indépendant)
- Blazarrise (indépendant)

### Compilations
- 2016 : Well of Dreams (indépendant)
- 2017 : Hell & Rain (indépendant)
- 2018 : They Know (indépendant)